# To Lose My Life...
To Lose My Life... (também conhecido como To Lose My Life Or Lose My Love) é o álbum de estreia da banda britânica, White L!es. O álbum foi lançado no dia 29 de janeiro de 2009. E segue o lançamento da faixa título, "To Lose My Life", que foi lançada uma semana antes. Incluindo, ainda, singles anteriores como "Unfinished Business" e "Death". A canção "From the Stars" apareceu como "Single Da Semana" no iTunes Store no dia 30 de dezembro de 2008. O álbum apenas foi lançado no Estados Unidos no dia 17 de Março de 2009.

## História e Produção
O álbum foi gravado no ICP Studios em Bruxelas, Bélgica, e no Kore Studios em Acton, a oeste de Londres. O álbum foi produzido por Ed Buller e Max Dingel, os mesmos que já trabalharam com bandas como Suede, The Killers e Glasvegas. Mas a mixagem foi completadas por Alan Moulder. Ao entrar no estúdio a banda só tinha cinco faixas que possuiam a versão demo, "Death", "E.S.T.", "Farewell to the Fairground", "From the Stars" e "Unfinished Business"; o restante das faixas foram escritas e gravadas durante a gravação do álbum em estúdio.

## Faixas
Todas as faixas escritas e compostas por White L!es. 
| N.º            | Título                       | Duração |  |
| 1.             | "Death"                      | 5:01    |  |
| 2.             | "To Lose My Life"            | 3:11    |  |
| 3.             | "A Place to Hide"            | 5:01    |  |
| 4.             | "Fifty on Our Foreheads"     | 4:21    |  |
| 5.             | "Unfinished Business"        | 4:18    |  |
| 6.             | "E.S.T."                     | 5:01    |  |
| 7.             | "From the Stars"             | 4:52    |  |
| 8.             | "Farewell to the Fairground" | 4:16    |  |
| 9.             | "Nothing to Give"            | 4:11    |  |
| 10.            | "The Price of Love"          | 4:38    |  |
| Duração total: | Duração total:               | 44:50   |  |

| Faixas Bônus no iTunes Store |                                                        |         |  |
| N.º                          | Título                                                 | Duração |  |
| 11.                          | "You Still Love Him" (B-Side de "Unfinished Business") | 3:22    |  |
| 12.                          | "Black Song" (B-Side de "Death")                       | 3:47    |  |
| 13.                          | "Taxidermy" (B-Side de "To Lose My Life")              | 3:17    |  |
| Duração total:               | Duração total:                                         | 55:06   |  |

| Faixas Bônus na Edição Limitada 6x7" |                                   |         |  |
| N.º                                  | Título                            | Duração |  |
| 1.                                   | "Nothing to Give" (Versão Demo)   |         |  |
| 2.                                   | "The Price of Love" (Versão Demo) |         |  |

## Desempenho nas Paradas
| Parada (2009)           | Melhor Posição |
| ----------------------- | -------------- |
| Austrian Albums Chart   | 57             |
| Ultratop                | 24             |
| Danish Albums Chart     | 10             |
| MegaCharts              | 31             |
| European Top 100 Albums | 99             |
| SNEP                    | 119            |
| Media Control Charts    | 50             |
| Irish Albums Chart      | 23             |
| RIANZ                   | 40             |
| Norwegian Albums Chart  | 22             |
| Swiss Music Charts      | 73             |
| UK Albums Chart         | 1              |
| Top Heatseekers         | 4              |
| Billboard 200           | 146            |